# XVI koncert fortepianowy (KV 451)
XVI koncert fortepianowy D-dur (KV 451) – koncert na fortepian i orkiestrę skomponowany przez Wolfganga Amadeusa Mozarta, ukończony 22 marca 1784 w Wiedniu.

## Budowa
Utwór składa się z trzech części:
1. Allegro assai – z tematem głównym o energicznym, militarnym charakterze oraz tematem pobocznym w tonacji A-dur[1]
2. Andante – w tonacji G-dur[1]
3. Rondo: Allegro di molto – w formie ronda o wirtuozowskim charakterze[1]

Czas trwania utworu wynosi ok. 23 minuty.